# The Blot
The Blot er en amerikansk stumfilm fra 1921 af Lois Weber.

## Medvirkende
- Philip Hubbard som Andrew Theodore Griggs
- Margaret McWade som Mrs. Griggs
- Claire Windsor som Amelia Griggs
- Louis Calhern som Phil West
- Marie Walcamp som Juanita Claredon
- William H. O'Brien
- Gertrude Short
- Larry Steers